# Короленко, Евграф Максимович
Евграф Макси́мович Короле́нко (1810—1880) — русский мыслитель и философ-самоучка середины XIX века. Двоюродный дядя Владимир Короленко и Владимира Вернадского.

## Биография
Родился в 1810 году в семье малороссийского дворянина Максима Яковлевича Короленко. Отец служил в ведении Департамента внешней торговли Министерства финансов, был членом Радзивиловской таможни, затем в течение длительного времени возглавлял Сибирский таможенный округ.
В молодости служил офицером на Кавказе, вышел в отставку по болезни в звании штабс-капитана.
В 1851 году занимал должность советника палаты государственных имуществ Тверской губернии.
В 1853 году состоял переводчиком при Первом департаменте Министерства государственных имуществ в чине коллежского секретаря.
В 1857 году — чиновник для особых поручений Министерства финансов в чине титулярного советника.
В отставке увлекся научно-философскими изысканиями, не имея никакого корыстного интереса, был философом-дилетантом.
Был дружен с двоюродным братом Иваном Вернадским, некоторые свои работы опубликовал в его журнале «Экономический указатель».
Вскоре после начала восстания поляков на землях бывшей Речи Посполитой Короленко выпустил книгу «По поводу свежих событий в Польше», осуждающую притязания поляков на независимое государство.
После завершения карьеры чиновника проживал в Полтавской губернии. В 1863 году из Санкт-Петербурга в Харьков перебралась семья двоюродного брата Ивана Вернадского, который занял должность управляющего конторой Государственного банка в Харькове. Сын Ивана Вернадского Владимир подружился с дядей Евграфом Максимовичем, беседы с которым и совместные вечерние прогулки оказали большое влияние на становление будущего учёного.

Особенно сильное развивающее влияние на меня в это время имели разговоры со стариком дядей Короленко. Это был оригинальный и довольно сильный человек. Самолюбивый, в высшей степени остроумный и обидчивый, он в то же время был человеком глубокой доброты… Был человеком хорошо образованным, хотя образование себе сам добыл… Он был самых либеральных убеждений, но в то же самое время был эгоистом и bon vivant, и я помню, как он говорил, что никак не понимает, как можно было давать сжигать себя, как хотя бы Гус или Джордано Бруно. Он ставил обыкновенно в пример Вольтера и признавался, что если бы к нему пристали попы, он двадцать раз перецелует крест, а не даст себя сжарить. Попов он не любил от глубины души. Глубоко уважал Фурье и Сен-Симона, но считал это всё очень далёким, недоступным…— Из письма В. И. Вернадского Н. Е. Старицкой от 6 июня 1886 года
Изредка бывал в столице, где принимал участие в политических кружках либерально-конституционного толка, группировавшихся вокруг бывшего издателя «Экономического указателя» Ивана Вернадского.

У меня был в то время в Петербурге дядя-однофамилец, Евграф Максимович… Евграф Максимович был уже очень стар, хотя кипел какой-то особенной экспансивностью. Когда он говорил, горячась (а горячился он всегда, особенно во время споров), лицо его становилось багровым, так что внушало опасения удара. Старик был очень интересен, умен и оригинален, но спорить с ним и даже выражать при нем несогласное мнение было невозможно, а значит, невозможны были и соглашения.— Короленко В. Г. История моего современника. Книга вторая
После смерти Евграфа Короленко рукописное наследие дяди сохранил Владимир Вернадский.